# Пётр Мецский

Церковь Франкского государства при Меровингах

Пётр Мецский (Пётр I или Пётр II; лат. Petrus; умер 27 сентября не ранее 578 или 580) — епископ Меца в 570-х годах; святой (день памяти — 27 сентября).

## Биография
Единственный современный Петру исторический источник, его упоминающий — сохранившееся в составе сборника «Австразийские письма» послание к нему знатного франка Гогона. Также о Петре сообщается в средневековых списках глав Мецской епархии и в «Деяниях мецких епископов» Павла Диакона.
О происхождении и ранних годах жизни Петра сведений не сохранилось. Первые свидетельства о нём относятся к тому времени, когда он уже был епископом в Меце. В различных источниках Пётр называется первым или вторым мецским епископом с этим именем. В списках глав епархии Пётр упоминается как преемник епископа Виллика. В наиболее раннем из таких сохранившихся до нашего времени каталогов, составленном около 776 года при епископе Ангильрамне, указана только дата смерти Петра — 27 сентября (V день до октябрьских календ; лат. V kal. octob). В созданном при епископе Адальбероне I списке мецских епископов была названа продолжительность нахождения Петра на кафедре — 10 лет. Очень мало информации о Петре содержится и в написанных около 784 года Павлом Диаконом «Деяниях мецких епископов»: здесь сообщается только о том, что он был двадцать пятым главой Мецской епархии.
Неизвестно, когда и при каких обстоятельствах Пётр стал епископом в Меце. Виллик жил в середине VI века, а упоминание о нём в сочинениях Венанция Фортуната позволяет датировать смерть предшественника Петра на кафедре рубежом 560—570-х годов: возможно, он умер в 568 году, вскоре после этого или несколько позднее. Единственное касающееся Петра точное хронологическое указание относится к его переписке с Гогоном, наставником Хильдеберта II и, возможно, одним из регентов (вместе с герцогом Шампани Лупом) Австразии в малолетство этого монарха. Так как Гогон скончался в 581 году, предполагается, что Пётр был епископом в 570-х годах, получив сан при погибшем в 575 году короле Сигиберте I.
Письмо Гогона Петру датируется временем между 568 и 580 годом. В послании наставник короля Хильдеберта II высоко отзывался как о епископе, так и о других знакомых ему клириках Мецской епархии. Поводом для отправления письма было желание Гогона получить от Петра помощь в управлении недавно приобретённым поместьем около Меца. Вероятно, это была не личная собственность Гогона, а имущество, временно полученное им в качестве платы за выполнение придворных должностей. Скорее всего, не имея из-за занятости возможности собственноручно управлять этим поместьем, Гогон просил взять заботу о своём имуществе самую влиятельную персону тех территорий — епископа Меца. Выражения, использованные Гогоном в послании к Петру, свидетельствуют, что он и раньше вёл переписку с этим прелатом. Однако эти документы не сохранились. По мнению Б. Дюмезиля, подобно другим адресатам писем Гогона, епископ Меца входил в число «друзей» (лат. amis) этого государственного деятеля. Упомянутые же в письме другие клирики — это представители мецского духовенства, участники избраний местных епископов, возможно, находившиеся на содержании или под покровительством королевского наставника. В пользу этого свидетельствует то, что преемником Петра на епископской кафедре был Агиульф, также одна из приближённых к друзьям Гогона персон. Среди упомянутых Гогоном в письме людей был и «глава горожан» (лат. praesidium civium) Меца Теодемунд, возможно, граф этого города.
Никаких сведений об обстоятельствах, при которых Пётр перестал быть главой Мецской епархии, не сохранилось. Предполагается, что он умер не ранее 578 или 580 года. Его преемник на кафедре Агиульф был епископом приблизительно в 590—601 годах.
Есть упоминания о почитании епископа Петра Мецского как святого. День его поминовения — 27 сентября.